# Helge Plougmann
Helge Steen Plougmann (20. juni 1908 på Frederiksberg - januar 1997 i Sydafrika) var en dansk direktør og tennisspiller medlem af B.93 og Hellerup Idrætsklub.
Helge Plougmann spillede to kampe i 1938 og 1939 på det danske Davis Cuphold. Han vandt i perioden 1933-1942 totalt otte danske mesterskaber i tennis: et i single, fem i herredouble og to i mixed double.
Helge Plougmann blev i 1934 gift med Helen Grut (1912-) datter af William Grut (1881-1949) bror til Torben Grut. 